# Zweifelscheid
Zweifelscheid település Németországban, Rajna-vidék-Pfalz tartományban. Lakosainak száma 59 fő (2023. december 31.).

## Népesség
A település népességének változása:
| Lakosok száma | 77   | 50   | 61   | 58   | 60   | 59   |
|               | 1975 | 2017 | 2019 | 2021 | 2022 | 2023 |